# Crash and Burn
"Crash and Burn" és un senzill pertanyent a l'àlbum Affirmation, del grup australià Savage Garden. Publicat a principis del 2000, fou el tercer senzill a Oceania, Àsia i el Regne Unit, i el segon a la resta d'Europa i a Amèrica del Nord, ja que el senzill Affirmation no es va publicar en aquests llocs. Fou el darrer Top 10 del grup fins a la seva separació, produïda l'any següent.

## Llista de cançons

### Austràlia
1. "Crash and Burn" – 4:41
2. "I Knew I Loved You" (12" Mini Me Mix) – 8:25
3. "I Knew I Loved You" (Club Mix) – 6:03

### Regne Unit
CD1
1. "Crash and Burn" (versió ràdio) – 3:50
2. "Two Beds and a Coffee Machine" – 3:26
3. "Gunning Down Romance" (Drum and Bass Mix) – 6:05

CD2
1. "Crash and Burn" – 4:41
2. "I Don't Care" (Vocal & Drum Mix) – 4:10
3. "Crash and Burn" (instrumental) – 4:42

Casset
1. "Crash and Burn" (versió ràdio) – 3:50
2. "Two Beds and a Coffee Machine" – 3:26

### Europa
CD senzill
1. "Crash and Burn" – 4:41
2. "I Don't Care" (Vocal & Drum Mix) – 4:10

Maxi-CD
1. "Crash and Burn" – 4:41
2. "I Knew I Loved You" (Eddie's Savage Dance Mix) – 5:58
3. "Gunning Down Romance" (Drum and Bass Mix) – 6:05
4. "I Knew I Loved You" (Eddie's Rhythm Radio Mix) – 4:24